# Poranthera
Poranthera es un género de plantas con flores perteneciente a la familia Phyllanthaceae. Contiene 15 especies originarias de Australia y Nueva Zelanda.
Poranthera consiste en hierbas monoicas o rara vez, dioicas anuales o perennes.

## Etimología
El nombre es una palabra compuesta, derivada del griego poros, poro, y la palabra latina anthera antera.

## Evolución, filogenia y taxonomía
Poranthera alpina había sido colocada en el género monotípico Oreoporanthera por algunos autores, pero en 2007, análisis filogenéticos de su ADN mostraron que esta especie está incluida en Poranthera . Varias especies contienen el alcaloide poranterina .

## Especies
- Poranthera alpina Cheeseman ex Hook.f., Hooker's Icon. Pl. 14: t. 1366 (1881).
- Poranthera coerulea O.Schwarz, Repert. Spec. Nov. Regni Veg. 24: 87 (1927).
- Poranthera corymbosa Brongn. in Duperrey, Voy. Monde: 220 (1829).
- Poranthera dissecta Halford & R.J.F.Hend., Austrobaileya 7: 7 (2005).
- Poranthera drummondii Klotzsch in J.G.C.Lehmann, Pl. Preiss. 2: 231 (1848).
- Poranthera ericifolia Rudge, Trans. Linn. Soc. London 10: 302 (1811).
- Poranthera ericoides Klotzsch in J.G.C.Lehmann, Pl. Preiss. 2: 232 (1848).
- Poranthera florosa Halford & R.J.F.Hend., Austrobaileya 7: 12 (2005).
- Poranthera huegelii Klotzsch in J.G.C.Lehmann, Pl. Preiss. 2: 231 (1848).
- Poranthera leiosperma Halford & R.J.F.Hend., Austrobaileya 7: 15 (2005).
- Poranthera microphylla Brongn., Ann. Sci. Nat. (Paris) 29: 385 (1833).
- Poranthera obovata Halford & R.J.F.Hend., Austrobaileya 7: 19 (2005).
- Poranthera oreophila Halford & R.J.F.Hend., Austrobaileya 7: 20 (2005).
- Poranthera petalifera (Orchard & J.B.Davies) Halford & R.J.F.Hend., Austrobaileya 7: 22 (2005).
- Poranthera triandra J.M.Black, Trans. Roy. Soc. South Australia 40: 66 (1916).